# Esquí alpino en los Juegos Olímpicos
El esquí alpino forma parte del programa de los Juegos Olímpicos de Invierno desde 1936. La competición también fue designada como Campeonato Mundial de Esquí Alpino desde 1948 hasta 1980.
La disciplina de esquí alpino abarca cinco eventos: descenso, slalom, slalom gigante y slalom súper gigante y combinada alpina. En todas las ediciones se han realizado los eventos para varones y mujeres.

## Medallero por año

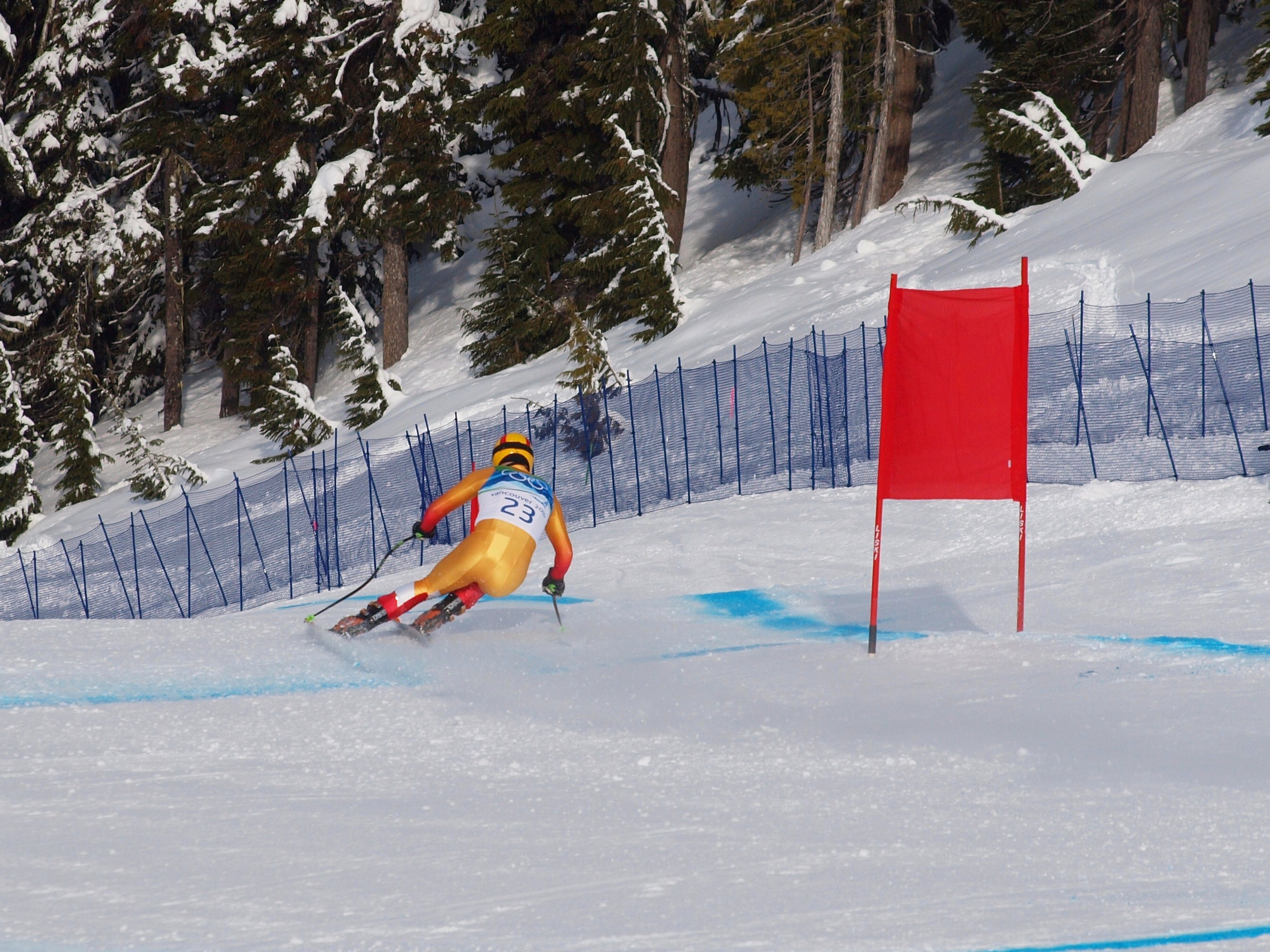
Robbie Dixon en la prueba de descenso de los Juegos Olímpicos de 2010

| Edición                      | País           |
| ---------------------------- | -------------- |
| Garmisch-Partenkirchen 1936  | Alemania       |
| Sankt-Moritz 1948            | Suiza          |
| Oslo 1952                    | Noruega        |
| Cortina d'Ampezzo 1956       | Italia         |
| Squaw Valley 1960            | Estados Unidos |
| Innsbruck 1964               | Austria        |
| Grenoble 1968                | Francia        |
| Sapporo 1972                 | Japón          |
| Innsbruck 1976               | Austria        |
| Lake Placid 1980             | Estados Unidos |
| Sarajevo 1984                | Yugoslavia     |
| Calgary 1988                 | Canadá         |
| Albertville 1992             | Francia        |
| Lillehammer 1994             | Noruega        |
| Nagano 1998                  | Japón          |
| Salt Lake City 2002          | Estados Unidos |
| Turín 2006                   | Italia         |
| Vancouver 2010               | Canadá         |
| Sochi 2014                   | Rusia          |
| Pyeongchang 2018             | Corea del Sur  |
| Pekín 2022                   | China          |
| Milán-Cortina d'Ampezzo 2026 | Italia         |

## Medallero por país
| Núm.  | País                          | Oro | Plata | Bronce | Total |
| ----- | ----------------------------- | --- | ----- | ------ | ----- |
| 1     | Austria (AUT)                 | 37  | 41    | 43     | 121   |
| 2     | Suiza (SUI)                   | 22  | 22    | 22     | 66    |
| 3     | Estados Unidos (USA)          | 17  | 20    | 10     | 47    |
| 4     | Francia (FRA)                 | 15  | 16    | 17     | 48    |
| 5     | Italia (ITA)                  | 14  | 9     | 9      | 32    |
| 6     | Alemania (GER)                | 12  | 7     | 7      | 26    |
| 7     | Noruega (NOR)                 | 11  | 13    | 12     | 36    |
| 8     | Suecia (SWE)                  | 7   | 2     | 9      | 18    |
| 9     | Croacia (CRO)                 | 4   | 6     | 0      | 10    |
| 10    | Canadá (CAN)                  | 4   | 1     | 6      | 11    |
| 11    | Alemania Occidental (FRG)     | 3   | 5     | 1      | 9     |
| 12    | Liechtenstein (LIE)           | 2   | 2     | 6      | 10    |
| 13    | Eslovenia (SLO)               | 2   | 2     | 3      | 7     |
| 14    | Equipo Alemán Unificado (EUA) | 2   | 1     | 2      | 5     |
| 15    | España (ESP)                  | 1   | 0     | 1      | 2     |
| 15    | República Checa (CZE)         | 1   | 0     | 1      | 1     |
| 17    | Luxemburgo (LUX)              | 0   | 2     | 0      | 2     |
| 17    | Yugoslavia (YUG)              | 0   | 2     | 0      | 2     |
| 19    | Finlandia (FIN)               | 0   | 1     | 0      | 1     |
| 19    | Japón (JPN)                   | 0   | 1     | 0      | 1     |
| 19    | Nueva Zelanda (NZL)           | 0   | 1     | 0      | 1     |
| 19    | Rusia (RUS)                   | 0   | 1     | 0      | 1     |
| 23    | Australia (AUS)               | 0   | 0     | 1      | 1     |
| 23    | Checoslovaquia (TCH)          | 0   | 0     | 1      | 1     |
| 23    | Unión Soviética (URS)         | 0   | 0     | 1      | 1     |
| Total | Total                         | 154 | 155   | 152    | 461   |

## Esquiadores destacados

### Varones
| Deportista          | País                 | Ediciones  | Oro | Plata | Bronce | Total |
| ------------------- | -------------------- | ---------- | --- | ----- | ------ | ----- |
| Kjetil André Aamodt | Noruega (NOR)        | 1992–2006  | 4   | 2     | 2      | 8     |
| Bode Miller         | Estados Unidos (USA) | 1998–2014  | 1   | 3     | 2      | 6     |
| Alberto Tomba       | Italia (ITA)         | 1988–1994  | 3   | 2     | 0      | 5     |
| Lasse Kjus          | Noruega (NOR)        | 1992–2006  | 1   | 3     | 1      | 5     |
| Hermann Maier       | Austria (AUT)        | 1998, 2006 | 2   | 1     | 1      | 4     |
| Benjamin Raich      | Austria (AUT)        | 2002–2010  | 2   | 0     | 2      | 4     |
| Stephan Eberharter  | Austria (AUT)        | 1998–2002  | 1   | 2     | 1      | 4     |
| Ivica Kostelić      | Croacia (CRO)        | 2002–2014  | 0   | 4     | 0      | 4     |
| Jean-Claude Killy   | Francia (FRA)        | 1968       | 3   | 0     | 0      | 3     |
| Toni Sailer         | Austria (AUT)        | 1956       | 3   | 0     | 0      | 3     |

### Mujeres
| Deportista         | País                 | Ediciones | Oro | Plata | Bronce | Total |
| ------------------ | -------------------- | --------- | --- | ----- | ------ | ----- |
| Janica Kostelić    | Croacia (CRO)        | 1998–2006 | 4   | 2     | 0      | 6     |
| Anja Pärson        | Suecia (SWE)         | 2002–2010 | 1   | 1     | 4      | 6     |
| Vreni Schneider    | Suiza (SUI)          | 1988–1994 | 3   | 1     | 1      | 5     |
| Katja Seizinger    | Alemania (GER)       | 1992–1998 | 3   | 0     | 2      | 5     |
| Deborah Compagnoni | Italia (ITA)         | 1992–1998 | 3   | 1     | 0      | 4     |
| Maria Höfl-Riesch  | Alemania (GER)       | 2010–2014 | 3   | 1     | 0      | 4     |
| Tina Maze          | Eslovenia (SLO)      | 2002–2014 | 2   | 2     | 0      | 4     |
| Hanni Wenzel       | Liechtenstein (LIE)  | 1976–1980 | 2   | 1     | 1      | 4     |
| Julia Mancuso      | Estados Unidos (USA) | 2002–2014 | 1   | 2     | 1      | 4     |
| Marlies Schild     | Austria (AUT)        | 2006–2014 | 0   | 3     | 1      | 4     |